# Поболово
По́болово (бел. По́балава) — агрогородок в Рогачёвском районе Гомельской области Беларуси. Административный центр Поболовского сельсовета.

## География

### Расположение
В 17 км на юго-запад от Рогачёва, 7 км от железнодорожной станции Красный Берег (на линии Бобруйск — Жлобин), 145 км от Гомеля.

### Гидрография
На реке Добосна (приток реки Днепр).

## Транспортная сеть
Транспортные связи по просёлочной, затем автомобильной дороге Бобруйск — Гомель. Планировка состоит из улицы, близкой к меридиональной ориентации и застроенной плотно. Жилые дома деревянные и кирпичные, усадебного типа. В 1986 году построено 50 кирпичных, коттеджного типа, домов, в которых разместились переселенцы из мест загрязнённых радиацией в результате катастрофы на Чернобыльской АЭС.

## История
По письменным источникам известна с XVI века как селение в Речицком повете Минского воеводства Великого княжества Литовского. В 1567 году обозначена в пописе Речицкой хоругви армии ВКЛ при созыве посполитого рушения — мобилизации в ответ на вторжение войск московского царя Ивана IV Грозного:

Измайло Зенкевич, хоружий бывший Речицкий, з ыменья своего с Полужья в повете Новогородском, с Поболова в повете Речицком, да з Отмуту в повете Менском ставил: коней 5 зброй., пнцри., при., согай., саб., рогати.. Он же ставил драби 2 в каф., з рогати.

Сильно пострадала от разграбления казаками гетмана Северина Наливайко. Для восстановления привелеем Сигизмунда III в 1595 году в местечке позволялось проводить две ярмарки в год, это право было подтверждено королём Станиславом Понятовским в 1788 году.
Обозначена на карте ВКЛ 1613 года. Принадлежала Занковичам, Воронецким, Жуковским, Малиновским. В середине XVIII века 2 деревни: Старое Поболово и Новое Поболово (она же Узнага). В 1771 году Великий Литовский трибунал рассматривал жалобу владельцев Поболово князей Воронецких на действия Рогачёвских базильян, которые стремились захватить поместье Лисички. После Воронецких владельцами некоторое время были Жуковские. С 1792 года действовала Петро-Павловская церковь (в 1887 году построено новое деревянное здание).
После 2-го раздела Речи Посполитой (1793 год) в составе Российской империи. Старое Поболово во владениях бывшего скарбника речицкого Томаша (Фомы) Петровича Гриневича. В 1811 году местечко принадлежало его сыну, отставному военному Михаилу-Петру Гриневичу, который имел также владения в Красном Береге и Верхней Тощице.
В 1812 году занята французской армией, здесь размещалась 17-я польская пехотная дивизия Наполеона (дивизионный генерал Домбровский).
В 1850 году имением владел полковник лейб-гвардии Викентий Францевич Малиновский, позже, до 1864 года — его жена Пелагея Антоновна Малиновская, урожденная Жуковская. Имение Малиновской было конфисковано в казну «за причастность к восстанию 1863 года».
В начале 1868 года имение приобрел верноподданый российского императора, почетный гражданин города Могилева, купец 11 гильдии Мартин Иванович Кутай. После его смерти с 1876 года помещицей была его жена Мария Павловна Кутаева, урожденная Сивакова. Через деревню проходил тракт из Глуска в Рогачёв, имелась почтовая станция. С 1866 года действовало народное училище, которое размещалось в наёмном крестьянском доме, в 1898 году для него построено здание.
В январе 1918 года занята легионерами Довбор-Мусницкого, которых выбили из деревни партизаны. В боях около деревни погибли 12 красноармейцев (похоронены в братской могиле на кладбище).
С 20 августа 1924 года центр сельсовета Рогачёвского района Бобруйского (до 26 июля 1930 года) округа, с 20 февраля 1938 года Гомельской области. Действовали водяная мельница, сапожная мастерская, кузница, столярная мастерская. Во время Великой Отечественной войны партизаны в декабре 1942 года и феврале 1943 года разгромили созданный оккупантами опорный пункт. В бою около деревни 24 июня 1944 года отличился старшина, механик-водитель самоходной установки М. К. Чупилко (присвоено звание Герой Советского Союза). В боях погибли 189 советских солдат и партизан, в их числе Герой Советского Союза Н. Н. Клименко (похороненный в могилах около здания исполкома сельсовета и на кладбище). 20 жителей погибли на фронте. Согласно переписи 1959 года в составе колхоза «Красная Армия» (центр — деревня Остров). Расположены механическая мастерская, комбинат бытового обслуживания, средняя и музыкальная школы, библиотека, детский сад, амбулатория, аптека, отделение связи, столовая, 3 магазина.

## Население

### Численность
- 2004 год — 264 хозяйства, 668 жителей.

### Динамика
- 1848 год — 46 дворов.
- 1858 год — 248 жителей.
- 1925 год — 104 двора.
- 1959 год — 520 жителей (согласно переписи).
- 2004 год — 264 хозяйства, 668 жителей.

## Культура
- Поболовский Центр культуры и досуга
- Коллектив художественной самодеятельности «Медуница» Поболовской детской школы искусств
- Коллектив художественной самодеятельности «Гармония» Поболовского центра культуры и досуга